# Цзяншаньский ярус
| система                                                                          | отдел        | ярус         | Ниж. граница, млн лет |
| -------------------------------------------------------------------------------- | ------------ | ------------ | --------------------- |
| Ордовик                                                                          | Нижний       | Тремадокский | 486,85 ±1,5           |
| Кембрий                                                                          | Фуронгский   | Ярус 10      | ~491,0                |
| Кембрий                                                                          | Фуронгский   | Цзяншаньский | ~494,2                |
| Кембрий                                                                          | Фуронгский   | Паибский     | ~497,0                |
| Кембрий                                                                          | Мяолинский   | Гужангский   | ~500,5                |
| Кембрий                                                                          | Мяолинский   | Друмский     | ~504,5                |
| Кембрий                                                                          | Мяолинский   | Вулиунский   | ~506,5                |
| Кембрий                                                                          | Отдел 2      | Ярус 4       | ~514,5                |
| Кембрий                                                                          | Отдел 2      | Ярус 3       | ~521,0                |
| Кембрий                                                                          | Терренувский | Ярус 2       | ~529,0                |
| Кембрий                                                                          | Терренувский | Фортунский   | 538,8 ±0,6            |
| Эдиакарий                                                                        | Эдиакарий    | Эдиакарий    | больше                |
| Деление и золотые гвозди в соответствии с IUGS по состоянию на декабрь 2024 года |              |              |                       |

Цзяншаньский, или янгшанский ярус (англ. Jiangshanian Stage) — второй ярус фуронгского отдела кембрийской системы в Международной стратиграфической шкале. Охватывает породы, сформировавшиеся в цзяншаньский век кембрийского периода, около 494—489,5 миллионов лет назад (всего 4,5 миллиона лет). Располагается над паибским ярусом и под ещё неназванным ярусом 10 фуронгского отдела.
Нижняя граница определяется первым появлением трилобита Agnostotes orientalis.
Названние, закреплённое за ярусом в 2011 году, дано в честь городского уезда Цзяншань в провинции Чжэцзян, Китай, где был установлен глобальный стратотип (GSSP).

## Стратиграфия
Глобальный стратотип (GSSP, глобальный стратотипический разрез и точка) цзяншаньского яруса установлен в разрезе Duibian B (28°48′58″ с. ш. 118°36′54″ в. д.), западнее от деревни Дуйбянь (碓边) и в 10 км к северу от Цзяншаня. Обнажающиеся породы входят в состав формации Хуаяньси (华严寺组). Верхняя граница (основание яруса 10) официально ещё не определена Международной комиссией по стратиграфии, но предлагается выбрать в качестве её маркера первое появление Lotagnostus americanus из группы Agnostoidea.
В 2012 году международная исследовательская группа предложила разрез Кыршабакты в горах Малый Каратау, южный Казахстан, в качестве кандидата во вспомогательный стратотипический разрез и точку (англ. ASSP, Auxiliary boundary Stratotype Section and Point) цзяншаньского яруса. Предложение было одобрено подавляющим большинством голосов подкоммисии по кембрийской стратиграфии. Разрез расположен у реки Кыршабакты, в 28 км к северо-востоку от города Жанатас. Уровень первого появления (FAD) Agnostotes orientalis расположен на высоте 259 м над основанием разреза, в формации Жумабай (англ. Zhumabai Formation), также известной как формация Бестогай (англ. Bestogai Formation). В 2021 году Международный союз геологических наук предложил отказаться от использования чётко определённых точек в пользу вспомогательных стандартных стратотипов границ (англ. Standard Auxiliary Boundary Stratotype, SABS) для «более гибкой» корреляции с глобальными стратотипами.

## Основные события цзяншаньского века
На начало цзяншаньского века приходится пик видового разнообразия, сравнимый с тем, который наблюдался в середине гужангского века, до гужангско-паибского вымирания. Цзяншаньское вымирание, продлившееся примерно от 493,9 до 491,3 миллионов лет назад, сократило видовое разнообразие на 55,2 %. За ним последовал интервал относительно небольших колебаний видовой численности, закончившийся вскоре после начала ордовика.

## Органический мир
Окаменелости около 50 родов обнаружены в цзяншаньских отложениях формации Санду (англ. Sandu Formation) в Гуанси, Южный Китай. Организмы представлены водорослями, граптолитами, книдарией Sphenothallus, одним из видов Palaeoscolecida и артроподами (членистоногими), включающими представителей Aglaspidida, Mollisoniida и «двустворчатые» формы. Редкие Hurdiidae обнаружены в цзяншаньских отложениях формации Санду и песчаниках Вишнёвка (англ. Wiśniówka Sandstone Formation) в Польше. Трилобиты Parabolina, Hedinaspis, Eugonocare и Cermatops вместе с Agnostoidea, включающими роды Pseudagnostus и Rhaptagnostus, обнаружены в цзяншаньских отложениях западной Тасмании. Роды трилобитов Monocheilus, Ptychaspis и Wilbernia известны из цзяншаньской формации Хани-Крик (англ. Honey Creek Formation) в горах Уичита, штат Оклахома, США.